# ㄱ
ㄱ (giyeok - 기역) là một phụ âm của tiếng Triều Tiên. Unicode của ㄱ là U+3131. Khi chuyển tự Hangeul sang Romaja nó tương ứng với chữ "G" hoặc chữ "K" tùy trường hợp.

## Giao tiếp đại diện khác
| Loại                  | Loại             | Chữ cái | Unicode | HTML     |
| --------------------- | ---------------- | ------- | ------- | -------- |
| Tương thích Jamo      | Tương thích Jamo | ㄱ      | U+3131  | &#12593; |
| Hangul Jamo vùng      | Chữ đầu          | ᄀᅠ      | U+1100  | &#4352;  |
| Hangul Jamo vùng      | Chữ cuối         | ᅟᅠᆨ      | U+11A8  | &#4520;  |
| Hanyang sử dụng riêng | Chữ đầu          |         | U+F785  | &#63365; |
| Hanyang sử dụng riêng | Chữ cuối         |         | U+F86B  | &#63595; |
| Nửa chiều rộng        | Nửa chiều rộng   | ﾡ       | U+FFA1  | &#65441; |